# دوغلاس إم. بيكر جونيور
دوغلاس إم. بيكر جونيور (بالإنجليزية: Douglas M. Baker, Jr)‏ هو شخصية أعمال أمريكي، ولد في 5 ديسمبر 1958.

## وصلات خارجية
- دوغلاس إم. بيكر جونيور على موقع إن إن دي بي (الإنجليزية)